# Outram Park
Outram Park – podziemna stacja węzłowa Mass Rapid Transit (MRT) w Singapurze, która jest częścią East West Line i North East Line. Stacja położona jest w Central Area.